# Hlavní telefonní stanice
Hlavní telefonní stanice (HTS) je běžná analogová telefonní stanice, která je pomocí přípojného vedení spojena s telefonní ústřednou a rovněž má vlastní telefonní číslo. Digitální telefonní stanice se nazývá ISDN.[zdroj⁠?!]